# Dichaetomyia surgens
Dichaetomyia surgens este o specie de muște din genul Dichaetomyia, familia Muscidae. A fost descrisă pentru prima dată de Stein în anul 1909. Conform Catalogue of Life specia Dichaetomyia surgens nu are subspecii cunoscute.